# Мадарски конник (орден)
Орден „Ма̀дарски конник“, учреден през 1966 г., е трети по старшинство в наградната система на Република България, заедно с орден „За гражданска заслуга“ и орден „За военна заслуга“.

## Народна република България
Учреден е с указ от Президиума на V народно събрание на 4 август 1966 г. С него се награждават български и чужди граждани за особено големи заслуги в установяването, укрепването и развитието на двустранни отношения с България.
Всички отличия от наградната система на НРБ, с изключение на ордените „Стара планина“, „Мадарски конник“ и „Орден на розата“, са отменени с изменение на указ № 1094 на 21 март 1991 г. от VII велико народно събрание.

## Република България
Орден „Мадарски конник“ е трети по старшинство в наградната система на Република България. Утвърден е със Закона за ордените и медалите на Република България на 13 юни 2003 г. (обн., ДВ, бр. 54).
Награждаването с орден „Мадарски конник“ е прерогатив на президента на Република България.

## Статут
Чл. 8.
(1) С орден „Мадарски конник“ се награждават чужди и български граждани за особено големи заслуги за установяването, укрепването и развитието на двустранните отношения с Република България:
- дипломатически представители, акредитирани в Република България, и български дипломатически представители, акредитирани в други страни;
- чуждестранни и български обществени дейци и военни лица.

## Описание
(2) Орден „Мадарски конник“ е с лента с българския национален трибагреник, има две степени – първа и втора, и две категории – без мечове (връчва се на граждански лица) и с мечове (връчва се на военни лица):
- първа степен: миниатюрно изображение на Мадарския конник върху розетка със златни лъчи; носи се на шия;
- втора степен: миниатюрно изображение на Мадарския конник върху розетка със сребърни лъчи; носи се на шия

.

## Награждаване
Чл. 11
(1) Президентът на Република България награждава с ордени и медали.
(2) Предложения за награждаване с ордени и медали се правят от председателя на Народното събрание и от Министерския съвет въз основа на мотивирано предложение от съответните министри, от Българската академия на науките, от висшите училища, от Българския Червен кръст, от творчески съюзи, сдружения и други организации с нестопанска цел, както и от инициативни комитети на граждани.
(3) Предложения за награждаване на чужди граждани с ордени и медали се правят от министъра на външните работи.
(4) Предложения за награждаване на български военни лица се правят от министъра на отбраната.
(5) Предложенията за награждаване трябва да съдържат подробно описание на дейността на лицето и мотивирано предложение за награждаване.
Чл. 12.
(1) Указите на Президента на Република България за награждаване с ордени и медали се приподписват съгласно чл. 102, ал. 2 от Конституцията на Република България.
(2) Указите на Президента на Република България за награждаване с ордени и медали се подпечатват с държавния печат и се обнародват в „Държавен вестник“

.

## Орденски знаци
- Орден „Мадарски конник“ 1-ва степен 
 за граждански лица
- Орден „Мадарски конник“ 1-ва степен, 
 с мечове
- Орден „Мадарски конник“ 2-ра степен 
 за граждански лица
- Орден „Мадарски конник“ 2-ра степен, 
 с мечове